# Thánh Vịnh 130

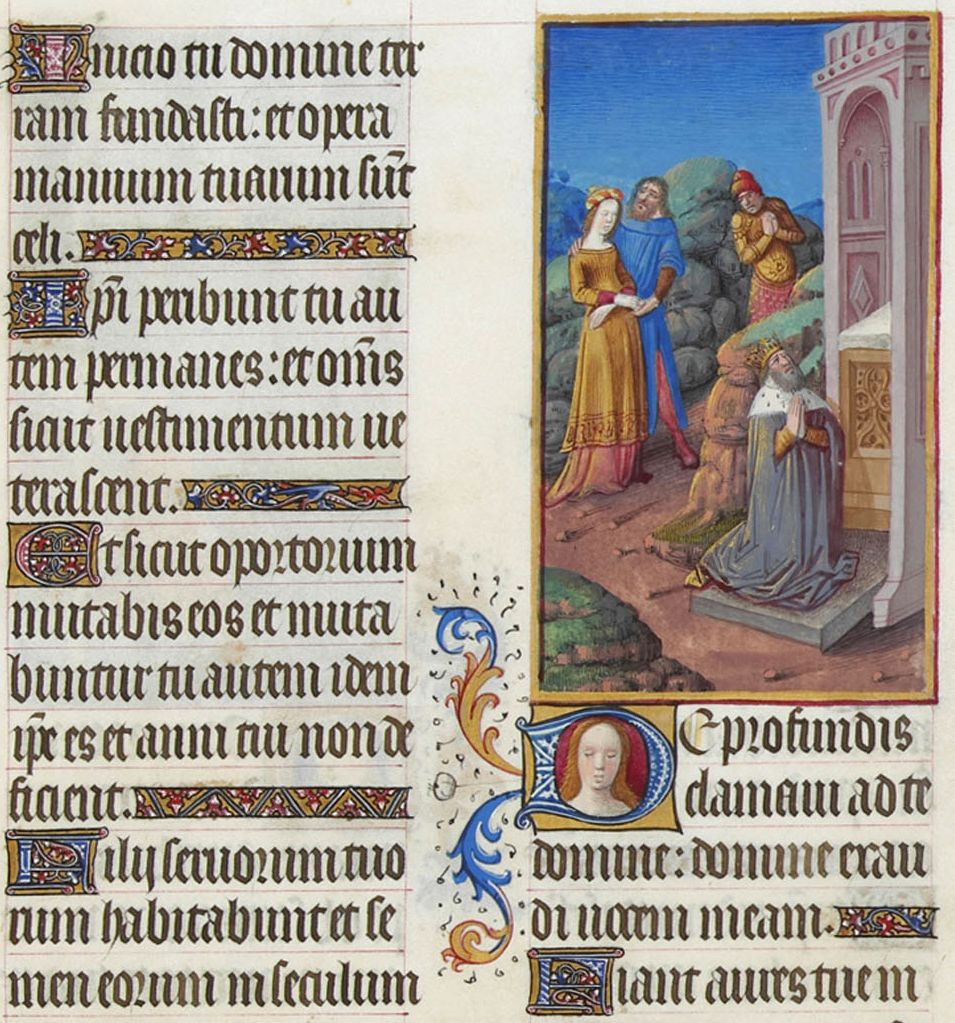
Les Très Riches Heures du duc de Berry, Folio 70r - De Profundis, Bảo tàng Condé, Chantilly.

Thánh Vịnh 130 (129) (Psalm 130, cũng được dùng làm Kinh Vực Sâu - De Produndis) là một trong 15 Thánh Vịnh Lên đền (Từ thánh vịnh 120 cho đến 134) và là một trong 7 Thánh Vịnh Sám hối. Nó cũng nằm trong Kinh Thần vụ, thường được đọc hay hát trong giờ kinh chiều và luôn luôn được đọc hay hát trong kinh Thần vụ cầu cho người qua đời.
Nội dung của Thánh Vịnh này là cầu xin Thiên Chúa khoan dung, cũng như tỏ bày lòng tín nhiệm vào Thiên Chúa. Thánh vịnh này nói lên niềm hy vọng ơn tha thứ của Thiên Chúa.
Ở một số nơi, người ta đọc Thánh Vịnh này trước 9 giờ tối, khi chuông nhà thờ đổ. Còn ở Ireland, Thánh Vịnh này thường được đọc trong thánh lễ sau bài Phúc Âm cuối lễ để cầu cho các nạn nhân bị bắt đạo trước kia.
Theo "Chỉ nam các ân xá" mới được duyệt lại thì Giáo hội Công giáo đồng ý ban ơn tiểu xá cho tín hữu mỗi khi đọc Thánh Vịnh này.

## Bản văn

##### Thánh vịnh 130 (129) Tiếng kêu từ vực thẳm
Ca khúc lên Đền.

Từ vực thẳm, con kêu lên Ngài, lạy Chúa,
muôn lạy Chúa, xin Ngài nghe tiếng con.

Dám xin Ngài lắng tai để ý

nghe lời con tha thiết nguyện cầu.
Ôi lạy Chúa, nếu như Ngài chấp tội,

nào có ai đứng vững được chăng?
Nhưng Chúa vẫn rộng lòng tha thứ

để chúng con biết kính sợ Ngài.
Mong đợi Chúa, tôi hết lòng mong đợi,

cậy trông ở lời Người.
Hồn tôi trông chờ Chúa,

hơn lính canh mong đợi hừng đông.

Hơn lính canh mong đợi hừng đông,
trông cậy Chúa đi, Ít-ra-en hỡi,

bởi Chúa luôn từ ái một niềm,

ơn cứu chuộc nơi Người chan chứa.
Chính Người sẽ cứu chuộc Ít-ra-en

cho thoát khỏi tội khiên muôn vàn.

##### Bản "Kinh Vực sâu"
Lạy Chúa, con ở dưới vực sâu kêu lên Chúa,

xin Chúa hãy thương nhậm lời con kêu van,

hãy lắng nghe tiếng con cầu xin.

Nếu Chúa chấp tội, nào ai rỗi được?

Bởi Chúa hằng có lòng lành,

cùng vì lời Chúa phán hứa,

con đã trông cậy Chúa.

Linh hồn con cậy vì lời hứa ấy thì đã trông cậy Chúa.

Những kẻ làm dân Đức Chúa Trời,

đêm ngày hãy trông cậy Người cho liên,

vì Người rất nhân lành hay thương vô cùng,

sẽ tha hết mọi tội lỗi kẻ làm dân Người thay thảy.

Lời nguyện
Lạy Chúa, xin ban cho các linh hồn (hoặc linh hồn [...] ) được nghỉ ngơi đời đời, và được sáng soi vô cùng. Lạy Chúa, xin cứu lấy các linh hồn (hoặc linh hồn [...] ) cho khỏi tù ngục mà được nghỉ yên. Amen.

## Phổ nhạc
Thánh Vịnh 130 còn được người Công giáo Việt Nam phổ nhạc, trong đó được biết đến nhiều nhất là bài hát "Từ vực sâu" (hay "Kinh vực sâu") của linh mục nhạc sĩ Kim Long. Bài này thường được hát trong Thánh lễ an táng hoặc thánh lễ cầu hồn.